# Suregada lanceolata
Suregada lanceolata là một loài thực vật có hoa trong họ Đại kích. Loài này được (Willd.) Kuntze miêu tả khoa học đầu tiên năm 1891.